# Symmetriegroep van het vierkant

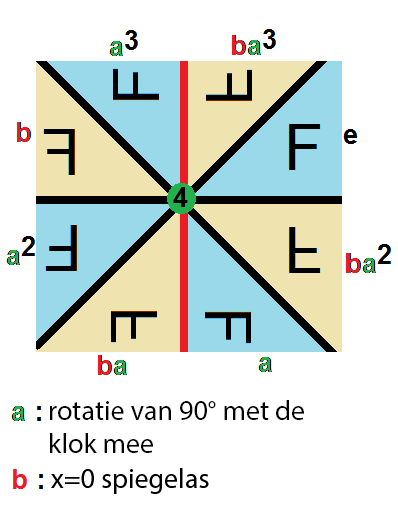
Diëdergroep 8

De symmetriegroep van het vierkant bestaat uit de acht isometrieën van het vierkant. Anders gezegd: een vierkant is 8-voudig symmetrisch. Een vierkant dat op een bepaalde manier is ingekleurd, kan behalve 8-voudig symmetrisch ook asymmetrisch zijn of een beperkte symmetrie hebben. Die symmetrie is dan een van de ondergroepen van de symmetriegroep van het vierkant. Er komen in de symmetriegroep van het vierkant rotatie- en spiegelsymmetrie voor.
De symmetriegroep van de kubus is goed met de symmetriegroep van het vierkant te vergelijken, maar dan in een dimensie meer.

## Inleiding
Een vierkant is meervoudig symmetrisch omdat er meerdere isometrieën zijn waarna het vierkant er precies hetzelfde uitziet: het originele vierkant en het beeldvierkant zijn niet van elkaar te onderscheiden. Die isometrieën zijn de symmetrieën van een vierkant. De verzameling van al deze isometrieën is de symmetriegroep van het vierkant: {\displaystyle K_{2}}. {\displaystyle K_{2}} bestaat uit 8 verschillende isometrieën.
{\displaystyle K_{2}} is isomorf met de dihedrale groep {\displaystyle D_{4}}.

## Symmetrische operaties op een vierkant
| naam | type  | orde | beschrijving                      |
| ---- | ----- | ---- | --------------------------------- |
| e    | ident | 1    | identiteit                        |
| rz   | R4as  | 4    | rotatie om het centrum over 90°   |
| rz3  | R4as  | 4    | rotatie om het centrum over 270°  |
| rz2  | R2as  | 2    | rotatie om het centrum over 180°  |
| sx   | Sas   | 2    | lijnspiegeling, normaal=x=(1,0)   |
| sy   | Sas   | 2    | lijnspiegeling, normaal=y=(0,1)   |
| sxy  | Sdiag | 2    | lijnspiegeling, normaal=xy=(1,1)  |
| sxY  | Sdiag | 2    | lijnspiegeling, normaal=xY=(1,-1) |

### Operatie type
Alle acht deze symmetrieoperaties zijn of een rotatie om het centrum of een spiegeling ten opzichte van een coördinaatas of een diagonaal.

## Ondergroepen
De symmetriegroep {\displaystyle K_{2}} is niet zo maar een willekeurige verzameling isometrieën. Als het vierkant niet verandert door isometrie t1 en ook niet door isometrie t2, dan is duidelijk dat ook het uitvoeren van zowel t1 als t2 het vierkant ongewijzigd zal laten: de isometrieën t1*t2 en t2*t1 behoren ook tot de verzameling. De verzameling vormt een wiskundige groep, {\displaystyle K_{2}}: de symmetriegroep van het vierkant.
Als we een vierkant inkleuren, of op een andere manier markeringen aanbrengen, dan is dat vierkant daarna mogelijk minder symmetrisch. Dat kan variëren van asymmetrisch tot nog steeds volledig symmetrisch overeenkomstig het lege vierkant. Maar de verzameling symmetrieoperaties  is ook na inkleuring een wiskundige groep. Deze symmetriegroep van een ingekleurd vierkant is een ondergroep van {\displaystyle K_{2}}. {\displaystyle K_{2}} heeft 9 ondergroepen die van {\displaystyle K_{2}} verschillen.

## Symmetriesoorten van een vierkant
De 9 echte ondergroepen van {\displaystyle K_{2}} zijn verdeeld over 7 klassen van geconjugeerde ondergroepen, inclusief de triviale ondergroep met alleen de identiteit. De ondergroepen in een klasse zijn verwisselbaar middels conjugatie. Ondergroepen die tot verschillende klassen behoren  kunnen niet worden verwisseld. Deze klassen van geconjugeerde ondergroepen zijn disjunct. Samen met {\displaystyle K_{2}} zelf vormen deze 7 klassen de 8 symmetriesoorten van het vierkant. 
Dit betekent dat als we een vierkant inkleuren dat vierkant een van deze acht symmetriesoorten heeft. Een symmetriesoort met meer ondergroepen in de conjugatieklasse heeft daarmee verschillende inkleuringen van het vierkant die in essentie dezelfde symmetrie zijn.
Gezien als ondergroepen van de euclidische groep is het aantal symmetriesoorten van het vierkant twee minder, omdat dan rechte en schuine spiegels ook geconjugeerd zijn.

### Orde van een symmetriesoort
Elke ondergroep in een symmetriesoort heeft hetzelfde aantal symmetrische operaties. De orde {\displaystyle m} van de symmetriesoort is het aantal operaties in elke ondergroep.

### Tabel van de symmetriesoorten
| code   | orde | #OGn | OG(vb)                | Beschrijving                     |
| ------ | ---- | ---- | --------------------- | -------------------------------- |
| Asym   | 1    | 1    | (e)                   | asymmetrisch                     |
| r2     | 2    | 1    | (e,rz2)               | rotatiesymmetrie over 180°       |
| r4     | 4    | 1    | (e,rz,rz2,rz3)        | rotatiesymmetrie over 90°        |
| s1As   | 2    | 2    | (e,sx)                | lijnspiegeling, n=coördinaatas   |
| s1Diag | 2    | 2    | (e,sxy)               | lijnspiegeling, n=diagonaal      |
| s2As   | 4    | 1    | (e,sx,rz2,sy)         | lijnspiegeling, n=2*coördinaatas |
| s2Diag | 4    | 1    | (e,sxy,rz2,sxY)       | lijnspiegeling, n=2*diagonaal    |
| s4Alle | 8    |      | {\displaystyle K_{2}} | volledige symmetriegroep         |

Legenda: OG=ondergroep, n=normaal

### Symmetriesoort code
In bovenstaande tabel wordt bij elke symmetriesoort een code gegeven die iets zegt over de aard ervan.
Symmetriesoort code s1Diag betekent het ingekleurde vierkant is spiegelsymmetrisch ten opzichte van een diagonaal. Voor elk van de diagonalen is dat een andere ondergroep. Spiegelsymmetrisch t.o.v. de x-as (OG=e,sy) en spiegelsymmetrisch t.o.v. de y-as (OG=e,sx) behoren beide tot de symmetriesoort met code s1As.

### Tekening van de symmetriesoorten
De 8 symmetriesoorten van een vierkant, gevisualiseerd met behulp van kleinere erin getekende vierkantjes:

## Polyomino's
Deze 8 symmetriesoorten zijn niet alleen van belang voor een vierkant dat is ingekleurd. Ze gelden ook voor figuren die zijn opgebouwd uit vierkanten, zoals polyomino's. Veel polyomino's hebben een of andere symmetrie. Die symmetrie is altijd een van deze 8 symmetriesoorten.

## Bijbehorende behangpatroongroep

Behangpatroongroep p4mm

Het diagram van de symmetrie van het vierkant komt overeen met het binnengedeelte van dat van behangpatroongroep p4mm. Deze behangpatroongroep heeft aanvullend horizontale en verticale translatiesymmetrie met dezelfde translatie-afstand, en geldt dus onder meer voor een veld van al of niet op elkaar aansluitende vierkanten. Als ze aansluitend zijn is het als ruitjespapier, dus een regelmatige betegeling met vierkanten. Andere voorbeelden zijn een vierkant puntgrid en een schaakbordpatroon. Bij dat laatste moet het schaakbord diagonaal geplaatst worden, zodat elk van de hiervoor genoemde aansluitende vierkanten bestaat uit een diagonaal schaakbordveld, omlijst met vier driehoeken in de andere kleur om er een groter recht vierkant van te maken met de volledige symmetrie van het vierkant. Bij de assen van glijspiegeling (de streepjeslijnen in de figuur), wisselt dan de kleur.
Het grotere vierkant is meteen een voorbeeld van een tweekleurig vierkant met behoud van de volledige symmetrie van het vierkant. Dit kan worden bereikt met iedere inkleuring van een fundamenteel domein en dienovereenkomstig het hele vierkant in te kleuren. Een fundamenteel domein is een vak, zoals die met elk een F in de bovenste figuur en zoals het gele vak in de figuur hiernaast.